# Ricardo Kishna
Ricardo Kishna (* 4. Januar 1995 in Den Haag) ist ein niederländisch-surinamischer ehemaliger Fußballspieler.

## Karriere

### Verein
Kishna begann seine Profilaufbahn bei Ajax Amsterdam und gab dort sein Pflichtspieldebüt am 20. Februar 2014 in der UEFA Europa League gegen Red Bull Salzburg. Seine erste Partie in der Eredivisie bestritt er am 23. Februar 2014 gegen AZ Alkmaar und wurde am Ende der Spielzeit nationaler Meister. Ab der Saison 2015/16 stand Ricardo Kishna bei Lazio Rom in der italienischen Serie A unter Vertrag. Bei seinem Meisterschaftsdebüt gegen den FC Bologna erzielte er sofort seinen ersten Treffer für Lazio. Im Januar 2017 wurde Kishna für ein halbes Jahr an den OSC Lille verliehen. Anschließend folgte eine weitere Leihe zu ADO Den Haag, wo er wegen eines Kreuzbandrisses fast anderthalb Jahres ausfiel. Trotzdem wurde Kishna im Sommer 2020 dann fest vom Erstligisten aus seiner Heimatstadt verpflichtet.

### Nationalmannschaft
Von 2009 bis 2016 bestritt Kishna insgesamt 19 Partien für diverse niederlandische Jugendnationalmannschaften und erzielte dabei einen Treffer. Diesen erzielte er am 26. Oktober 2010 bei einem 2:1-Testspielsieg der U-16-Auswahl in Frankreich. 

## Erfolge
- Niederländischer Meister: 2014
- Italienischer Superpokalsieger: 2017